# Ishihara Shōzō
Ishihara Shōzō (* 10. August 1910 in Dandong, Kaiserreich China; † 19. Juli 1993) war ein japanischer Eisschnellläufer.
Ishihara studierte an der Waseda-Universität und wurde im Jahr 1930 japanischer Meister über 1500 m und 5000 m sowie in den Jahren 1934 und 1935 über 500 m. Zudem siegte er bei den japanischen Studentenmeisterschaften 1935 und 1937 über 500 m. International startete er bei der Mehrkampf-Weltmeisterschaft 1931 in Helsinki, wo er den 19. Platz belegte. Im folgenden Jahr lief er bei der Mehrkampf-Weltmeisterschaft in Lake Placid ebenfalls auf den 19. Platz und nahm bei den Olympischen Winterspielen 1932 in Lake Placid an vier Wettbewerben teil, wo er bei allen Läufen in den Vorläufen ausschied. Bei den folgenden Olympischen Winterspielen 1936 in Garmisch-Partenkirchen kam er auf den 19. Platz über 1500 m und auf den vierten Rang über 500 m.

## Persönliche Bestleistungen
| Disziplin | Zeit        | Datum            | Ort                    |
| --------- | ----------- | ---------------- | ---------------------- |
| 500 m     | 43,5 s      | 25. Januar 1936  | Oslo                   |
| 1500 m    | 2:26,7 min  | 6. Februar 1936  | Garmisch-Partenkirchen |
| 5000 m    | 9:22,2 min  | 28. Februar 1931 | Tampere                |
| 10.000 m  | 19:32,4 min | 1. März 1931     | Tampere                |